# Mecysolobini
Mecysolobini — триба долгоносиков из подсемейства Molytinae.

## Описание
Ротовая выемка головотрубки глубокая и узкая, длиннее своей ширины. Проментум длиннее узкого проментума. Лаб не уже ширины основания головотрубки или же равен ей. Седьмой сегмент жгутика усиков сливается с булавой, сильно увеличен, жгутик выглядит шести-сегментным. Переднегрудь с заглазничными лопастями. Апикальный венчик щетинок голени слабо редуцирован, на задней голени занимает занимает почти весь апикальный край до ункуса. Задние бёдра доходят до заднего края третьего стернита брюшка. Коготки глубоко расщеплённые. Передние тазики отчётливо разделённые. Десятый промежуток надкрылий образует на вершине тонкий, приподнятый над краем надкрылий бортик. Основание надкрылий лопастновидно выступает вперёд, прикрывая основание переднеспинки. Мезэпимер соединяется с мезэпистерном под тупым углом. Нижняя часть тела хотя бы частично в перистых волосках. Головотрубка снизу без волосистой ямки.